# Китайский флейторыл
Китайский флейторыл (лат. Aulostomus chinensis) — вид морских лучепёрых рыб семейства флейторыловых.

## Описание
Китайский флейторыл достигает максимальной длины 80 см, однако чаще его длина составляет 60 см. Длинное тело имеет различную окраску. Она может быть одноцветно-жёлтой, зелёной или коричневый с коричневатыми или серыми крапинами. Над верхней челюстью обычно расположена чёрная полоса, которая может и отсутствовать. Выделяющаяся, трубчатое рыло с ртом, который может раскрываться до диаметра тела. Первый спинной плавник представлен 8—12 отдельно сидящими колючками. Второй спинной и анальный плавники расположены симметрично друг к другу далеко позади, рядом с хвостовым плавником. Брюшные плавники находятся в середине тела. Они небольшие, с 6-ю лучами. Спинной и анальный плавники прозрачные, их основание часто отмечено тёмной полосой. У основания хвостового плавника 2 чёрных пятна. Тело покрыто мелкой чешуёй, голова и передняя часть спины без чешуи. Боковая линия полная.

## Распространение
Китайский флейторыл распространён в Индийском и Тихом океанах от восточного побережья Африки до Панамы. Не обнаружен в Красном море. Северная граница ареала проходит через юг Японии и Гавайи, а южная — через остров Лорд-Хау и остров Пасхи.

## Образ жизни
Китайский флейторыл ведёт одиночный образ жизни на глубине от 0 до 200 м. Он обитает в скалистых и коралловых рифах, чаще держась ближе к морскому дну. Они питаются рыбами или креветками, специализируясь в течение своей жизни чаще на одном виде добычи, то есть они питаются либо исключительно мелкими рыбами, либо только креветками. При ловле добычи они медленно подплывают к жертве и, мгновенно открывая пасть, всасывают её. Часто они приближаются к добыче, используют в качестве маскировки крупных рыб. Во время размножения самцы конкурируют между собой за самок. Спаривание происходит незадолго до заката.